# SN 1992bt
SN 1992bt – supernowa typu II-P odkryta 19 grudnia 1992 roku w galaktyce NGC 3780. W momencie odkrycia miała maksymalną jasność 16,00m.